# El Picazo
El Picazo là một đô thị trong tỉnh Cuenca, cộng đồng tự trị Castile-La Mancha Tây Ban Nha. Đô thị này có diện tích là 25 ki-lô-mét vuông, dân số năm 2009 là 790 người với mật độ 31,6 người/km². Đô thị này có cự ly 92 km so với tỉnh lỵ Cuenca.